# Eduardo Porcar Blanco
Eduardo Porcar Blanco fue un pintor extremeño nacido en Badajoz. Se formó en la Escuela de Artes y Oficios de Badajoz siendo discípulo de Antonio Juez y Adelardo Covarsí Yustas, pintores extremeños del siglo XX. Su obra se centra primordialmente en el paisaje extremeño así como bodegones y marinas, sin olvidar el retrato. Su técnica es esencialmente óleo sobre lienzo y acuarelas y pastel en menor medida. Su obra se encuentra repartida por toda la geografía española.